# The Cat and the Mermouse
«Кот и мышь-русалка» (англ. The Cat and the Mermouse) — сорок третий эпизод из серии короткометражек «Том и Джерри», выпущенный 3 сентября 1949 года.

## Сюжет
Том сидит на пляже, намазываясь кучей кремов, и ложится загорать, прикрыв себя полотенцем и наклонив зонт для создания тени. Вдруг, рядом с местом отдыха Тома проходит Джерри с удочкой и наживкой (сыром). Он идет прямо по Тому и шагами втаптывает полотенце ему в рот. Джерри садится на край пирса и опускает удочку. Тем временем, повисший на столбе и жаждущий мести Том дергает за опущенную леску, заставив Джерри подумать, что рыба клюет. Джерри тянет удочку и обнаруживает, что на крючок ему попался Том. Мышонок тут же опускает леску вниз, но Том успевает забраться по ней наверх. Но вот леска обрывается, Том едва ли не падает вниз, но успевает ухватиться за причал. Джерри размахивает удочкой, но ему не удается попасть по Тому — тот каждый раз прячет голову. Тогда Джерри свистит, Том выглядывает на свист из-за края причала, чтобы узнать, в чём дело… и мышонок наконец-таки попадает удочкой по голове кота.
Развязывается погоня на пирсе, которая, впрочем, быстро кончается тем, что быстро разогнавшийся Том падает в воду с доски, выдранной с пирса Джерри. Том сначала беспомощно барахтается, но обнаруживается, что он может жить и дышать под водой! Том тут же начинает подражать повадкам величественных обитателей моря. Но в один момент он видит тоже вполне приспособленного дышать под водой Джерри. Том хватает мыша, но он легко выскальзывает из его рук, и оказывается, что Джерри стал мышонком-русалкой (буквально, с хвостом!)! Джерри разворачивает Тому шею на 360 градусов, плавая вокруг кота, и тот снова его хватает. Но мышонок-русалка снова выпутывается из рук Тома, отшлепав его по лицу своими хвостовыми плавниками, и уплывает. Но тут Том с большой скоростью настигает Джерри. Они плывут по трюмам заброшенного корабля, но тут Том внезапно проглатывает Джерри. Но, к счастью, для Джерри, он находит выход, в буквальном смысле прорвав изнутри барабанную перепонку Тома.
Джерри пытается скрыться в стае морских коньков и обдурить Тома, и поначалу ему это удается. Но Том обнаруживает Джерри и берет его в плен при помощи лассо. Но тут, Джерри заставляет Тома взять в руки воблер, висящий рядом, тянет за леску, и обманутого кота выдёргивают наверх, подумав, что рыба клюет. Джерри мигом уплывает от рассерженного Тома. Джерри прячется в трюме затонувшего корабля и закрывает иллюминатор прямо перед носом яростного Тома. На кота падает якорь, и кот вылезает из груды якорных колец, становясь похожим на африканского кольценосца. Джерри втихую убегает из трюма и вдруг нарывается на свирепую рыбу-меч. Та едва ли не прокалывает Джерри насквозь. Джерри убегает от рыбы-меч, но тут он сталкивается с ещё одной опасностью — Томом, стоящим наготове с лопатой. Том наносит удар слишком поздно и вместо того, чтобы достать Джерри, ломает нос подплывшей рыбе-меч. Том тут же исправляет ошибку и выпрямляет нос при помощи лопаты. Но рыба-меч все равно недовольна и начинает погоню за Томом.
Том прячется в бочке с дыркой посередине, Джерри специально метит дыру краской для рыбы-меч, подзывает её, и та таранит бочку. Из обломков вылетает с криком боли Том, которого рыба-меч уколола прямо в зад. Том подплывает к столбу и уклоняется от укола разбежавшейся рыбы-меч. Она застревает носом в столбе, и Том загибает нос куском трубы, лежащей рядом. Кот облегченно стирает пот со лба: рыба уже не вырвется! Но тут он видит Джерри и вспоминает о погоне. Джерри прячется в шлеме подводника рядом с огромным осьминогом, притаившимся и ждущим жертвы. Том обнаруживает Джерри и хватает его, вдруг он видит осьминога и пытается убежать, но слишком поздно: осьминог берёт его в захват. Том отпускает Джерри и пытается выйти из хватки, и тут его пытается вытащить мышонок, в котором просыпается жалость и совесть. Внезапно оказывается, что все это был сон Тома, которого вытащил из воды Джерри и теперь пытается выкачать из его лёгких воду. Том пожимает Джерри руку в знак дружбы и мышонок продолжает делать Тому искусственное дыхание, удаляя остатки воды, что наглотался кот.

## Факты
- Это — третий раз, когда в каком-то из персонажей просыпается чувство совести.
- «Подводный фрагмент» был использован в фильме-мюзикле «Dangerous When Wet» с Эстер Уильямс в главной роли, в котором коротко появляются Том и Джерри.